# Franco Burgersdijk
Franck Pieterszoon Burgersdijk, dit Franciscus Burgersdicius ou Franco Petri Burgersdijk, né le 3 mai 1590 à De Lier et mort le 19 février 1635 à Leyde, est un logicien néerlandais.

## Biographie
Étudiant de Jacchaeus (en), Burgersdijk est sorti de l’université de Leyde en 1610 pour aller terminer ses études en théologie à l’académie de Saumur, où il est devenu professeur de philosophie en 1614. Au bout de cinq ans il est retourné à Leyde, où il a accepté la chaire de logique et de philosophie morale, puis celle de philosophie naturelle.

## Publications
- (la) Institutionum logicarum libri duo, Bonaventura Elzevier, Abraham Elzevier, 1626.
- (la) Idea philosophiae moralis, Bonaventura Elzevier, Abraham Elzevier, 1644 (lire en ligne).
- (la) Institutionum metaphysicarum libri duo, Bonaventura Elzevier, Abraham Elzevier, 1647.
- (la) Idea philosophiae naturalis, sive Methodus definitionum et controversiarum phisicarum, Leiden, Bonaventura Elzevier & Abraham Elzevier (1.), 1652 (lire en ligne)

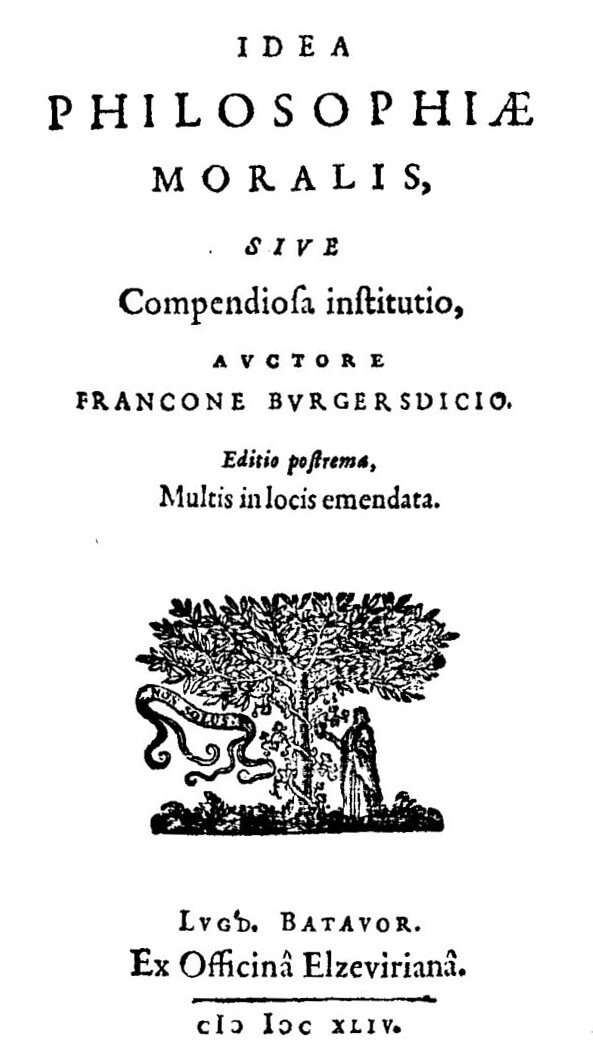
Idea philosophiae moralis, 1644
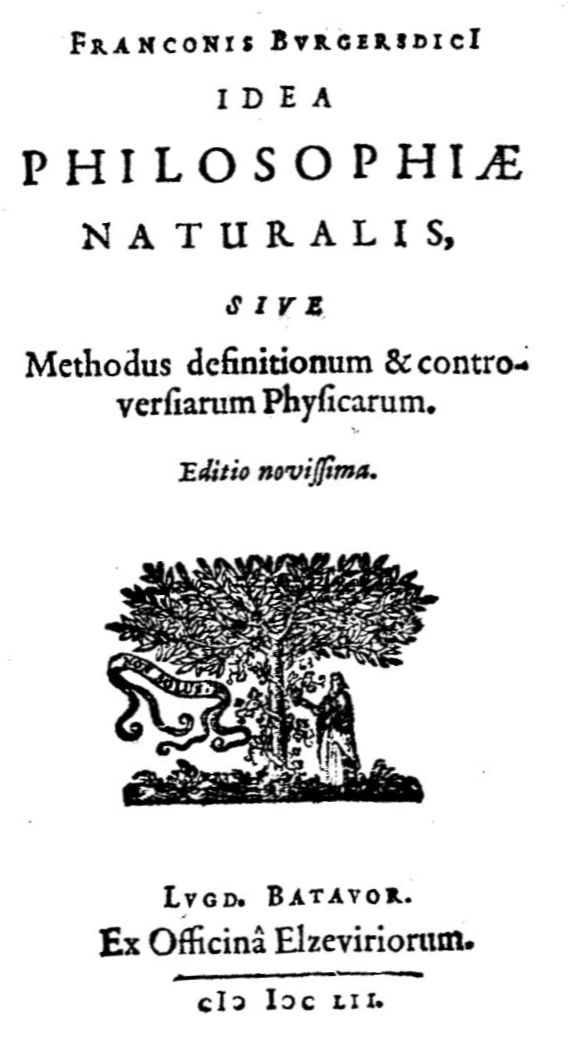
Idea philosophiae naturalis, sive Methodus definitionum et controversiarum phisicarum, 1652